# 뇌혈관 질환

뇌 탈출의 유형

뇌혈관 질환(腦血管疾患, 영어: cerebrovascular disease)은 뇌의 혈관과 대뇌 순환에 영향을 미치는 다양한 질환이다. 뇌에 산소와 영양소를 공급하는 동맥은 이러한 장애에서 종종 손상되거나 변형된다. 뇌혈관 질환의 가장 흔한 증상은 허혈성 뇌졸중 또는 일과성 뇌허혈증이며 때로는 출혈성 뇌졸중이다. 고혈압 (고혈압)은 혈관의 구조를 변화시켜 죽상동맥경화증을 유발할 수 있으므로 뇌졸중 및 뇌혈관 질환의 가장 중요하게 기여하는 위험 요소이다. 죽상동맥경화증은 뇌의 혈관을 좁혀 뇌관류를 감소시킨다. 뇌졸중에 기여하는 다른 위험 요소에는 흡연과 당뇨병이 있다. 좁아진 뇌동맥은 허혈성 뇌졸중을 유발할 수 있지만 지속적으로 상승된 혈압은 혈관 파열을 일으켜 출혈성 뇌졸중을 유발할 수 있다.
뇌졸중은 일반적으로 국소 혈관 병변으로 인한 편마비 (일방적 쇠약), 무감각, 실어증 (언어 장애) 또는 운동실조 (협응 상실)와 같은 신경학적 결손의 갑작스러운 발병으로 나타난다. 신경학적 증상은 신경 세포가 혈액에 의해 제공되는 포도당과 산소를 포함한 영양소의 지속적인 공급을 필요로 하기 때문에 몇 초 안에 나타난다. 따라서 뇌로의 혈액 공급이 방해를 받으면 부상과 에너지 부족이 빠르게 발생한다.
고혈압 외에도 선천성 또는 특발성으로 CADASIL, 동맥류, 아밀로이드 혈관병증, 동정맥 기형, 누공 및 동맥 박리를 포함하는 뇌혈관 질환의 덜 흔한 원인이 많이 있다. 이러한 질병의 대부분은 뇌졸중과 같은 급성 사건이 발생할 때까지 무증상일 수 있다. 뇌혈관 질환은 두통이나 발작과 함께 덜 일반적으로 나타날 수 있다. 이러한 질병은 뇌의 허혈성 손상으로 인해 혈관성 치매를 유발할 수 있다.
뇌혈관 질환의 가장 흔한 증상은 뇌에 혈액 공급이 손상될 때 발생하는 급성 뇌졸중이다. 뇌졸중의 증상은 대개 빠르게 시작되며 얼굴이나 신체의 한쪽 쇠약, 얼굴이나 신체의 한쪽 마비, 말을 하거나 이해하지 못함, 시력 변화 및 균형 장애를 포함할 수 있다. 출혈성 뇌졸중은 구토, 목 경직 및 의식 저하와 관련된 매우 심각하고 갑작스러운 두통을 나타낼 수 있다. 증상은 뇌졸중이 발생한 부위와 위치에 따라 다르다. 뇌의 부종 또는 부종이 발생할 수 있으며, 이는 두개내압을 증가시키고 뇌탈출을 유발할 수 있다. 뇌졸중은 뇌의 주요 영역을 침범하는 경우 혼수 상태나 사망을 초래할 수 있다.
뇌혈관 질환의 다른 증상으로는 편두통, 발작, 간질 또는 인지 저하가 있다. 그러나 뇌혈관 질환은 급성 뇌졸중이 발생할 때까지 수년간 발견되지 않을 수 있다. 또한 일부 희귀 선천성 뇌혈관 질환이 있는 환자는 어린 시절에 이러한 증상을 보이기 시작할 수 있다.

## 원인

### 선천성
선천성 질환은 유전자와 연관되거나 유전될 수 있는 출생 시 존재하는 의학적 상태이다. 선천성 뇌혈관 질환의 예로는 동정맥 기형, 배아 기질 출혈 및 CADASIL (피질하 경색 및 백질뇌증을 동반한 상염색체 우성 동맥병증)이 있다. 동정맥 기형은 비정상적인 혈관 엉킴이다. 일반적으로 모세혈관층은 동맥과 정맥을 분리하여 동맥에서 발생하는 더 높은 혈압으로부터 정맥을 보호한다. 동정맥 기형에서 동맥은 정맥에 직접 연결되어 정맥 파열 및 출혈의 위험을 증가시킨다. 뇌의 동정맥 기형은 매년 파열될 확률이 2~4%이다. 그러나 많은 동정맥 기형은 눈에 띄지 않고 평생 동안 무증상이다.

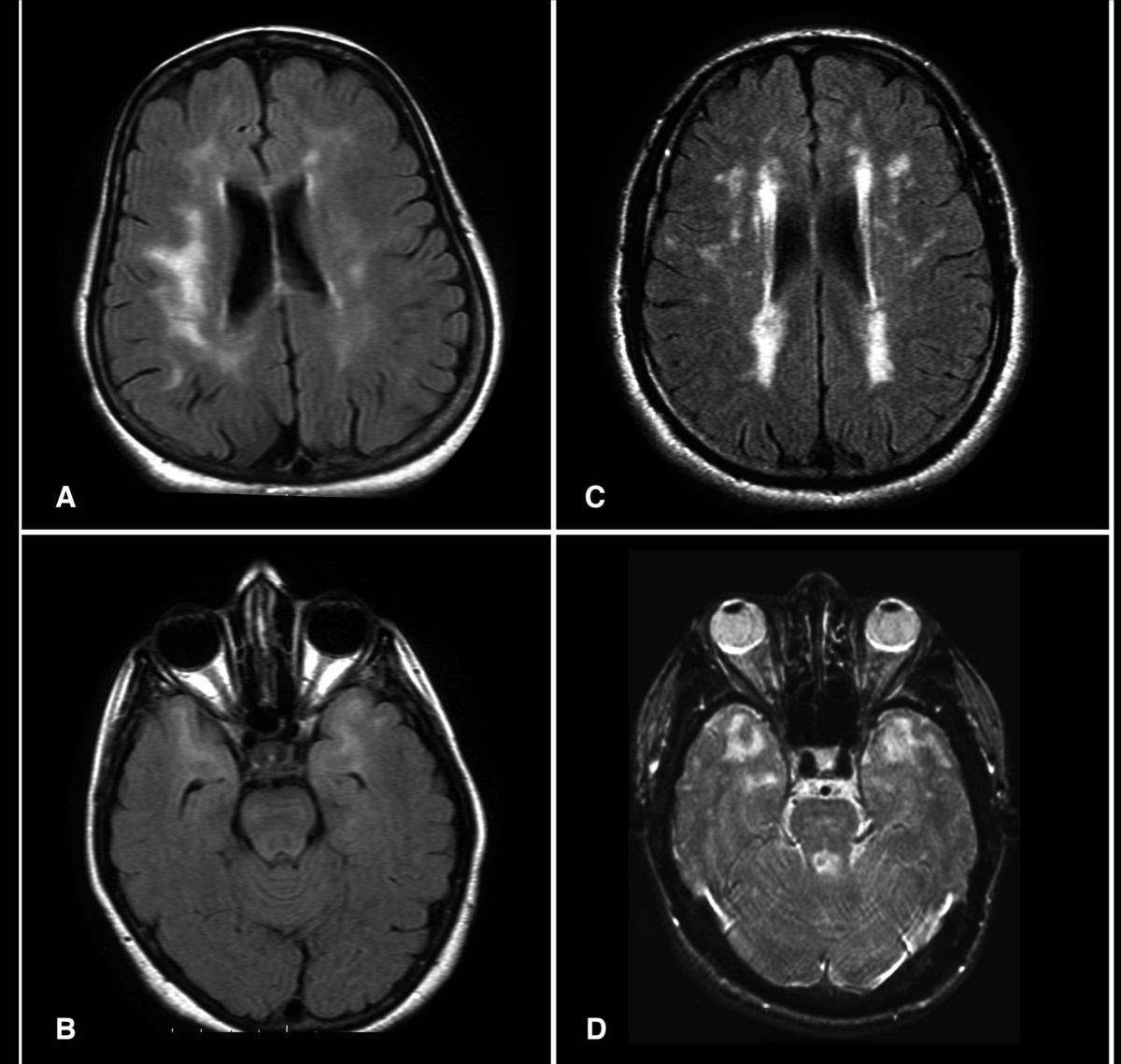
CADASIL 환자 뇌의 백질 변화를 보여주는 MRI

배아 기질 출혈 은 미숙아의 배 기질 내 연약한 혈관이 파열되어 미숙아의 뇌로 출혈이 발생하는 것이다. 생식기 기질은 뉴런과 신경교 세포를 포함한 뇌 세포가 발생하는 태어나지 않은 유아의 뇌 내에서 혈관이 많이 발달된 영역이다. 영아는 32주 이전에 미숙아로 태어날 때 배아 기질 출혈의 위험이 가장 크다. 연약한 혈관과 함께 출생 후 노출된 스트레스는 출혈 위험을 증가시킨다. 징후와 증상에는 이완성 쇠약, 발작, 비정상적인 자세 또는 불규칙한 호흡이 포함된다.
CADASIL은 19번 염색체에 위치한 Notch 3 유전자의 돌연변이로 인해 발생하는 유전 질환이다. Notch 3 유전자는 기능이 잘 알려지지 않은 막횡단 단백질을 암호화한다. 그러나 돌연변이로 인해 중소형 혈관 내에 이 단백질이 축적된다. 이 질병은 종종 편두통, 뇌졸중, 기분 장애 및 인지 저하와 함께 초기 성인기에 나타난다. MRI는 뇌의 백질 변화와 반복되는 뇌졸중의 징후를 보여준다. 진단은 유전자 검사로 확인할 수 있다.

### 후천성
후천성 뇌혈관 질환은 위험 인자를 조절하여 예방할 수 있는 평생 동안 획득되는 질환이다. 뇌혈관 질환의 발병률은 개인이 나이가 들어감에 따라 증가한다. 후천성 뇌혈관 질환의 원인으로는 죽상동맥경화증, 색전증, 동맥류, 동맥박리가 있다. 죽상동맥경화증은 혈관을 좁게 만들고 뇌로 가는 관류를 감소시키며, 또한 뇌 내 혈전증 또는 동맥 폐색의 위험을 증가시킨다. 죽상 동맥 경화증의 주요 수정 가능한 위험 요소는 다음과 같다.
- 고혈압
- 흡연
- 비만
- 당뇨병[22][23]

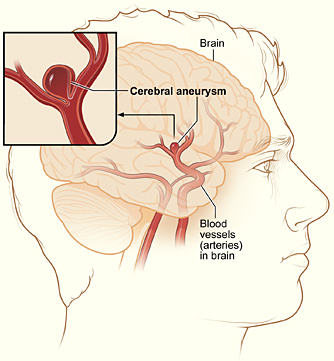
뇌동맥류의 팽창을 보여주는 뇌동맥류의 그림

동맥류는 동맥의 작은 부분이 비정상적으로 팽창하여 동맥 파열의 위험을 증가시킨다. 두개내 동맥류는 지주막하 출혈 또는 지주막하 공간 내의 뇌 주변 출혈의 주요 원인이다. Ehlers-Danlos 증후군, 상염색체 우성 다낭성 신장 질환, 가족성 고알도스테론증 I형과 같이 두개내 동맥류와 관련된 다양한 유전 질환이 있다. 그러나 이러한 장애가 없는 개인에게도 동맥류가 발생할 수 있다. 미국심장협회(American Heart Association)와 미국뇌졸중협회(American Stroke Association)는 흡연과 고혈압을 포함한 조절 가능한 위험인자를 통제할 것을 권장한다.
동맥 박리는 종종 외상으로 인해 발생하며, 동맥 내막이 파열되어 발생한다. 경동맥 또는 척추 동맥 내의 절개는 혈전증으로 인해 뇌로 가는 혈류를 손상시킬 수 있으며 절개는 혈관 파열의 위험을 증가시킨다.

### 특발성
특발성 질환은 알려진 원인 없이 자발적으로 발생하는 질환이다. 모야모야병은 두개내 혈관의 협착 및 폐색을 초래하는 특발성 뇌혈관 장애의 예이다. 가장 흔한 증상은 뇌졸중 또는 일과성 허혈 발작이지만 어린이의 인지 저하도 나타날 수 있다. 이 질병은 청소년기에 시작하여 증상을 보이기 시작할 수 있지만 일부는 성인이 될 때까지 증상이 없을 수 있다.

## 병태생리학

### 뇌 세포 죽음의 메커니즘
몇 초 동안 지속되는 혈류의 감소가 발생하면 뇌 조직이 허혈 또는 불충분한 혈액 공급을 겪다. 혈류 차단이 몇 분 안에 회복되지 않으면 조직이 경색 되고 조직이 사멸한다. 낮은 대뇌 혈류가 더 오래 지속되면 경계 영역(주요 대뇌 동맥 분포 사이의 혈류가 불량한 영역)에서 경색으로 발전할 수 있다. 더 심한 경우에는 전체적인 저산소증-허혈이 광범위한 뇌 손상을 일으켜 저산소-허혈성 뇌병증 이라고 하는 심각한 인지 후유증을 유발한다.
허혈 캐스케이드 (ischemic cascade)는 산소와 영양소의 부족으로 인해 에너지 분자 문제가 발생하는 곳에서 발생한다. 캐스케이드는 뇌의 세포가 기능하는 데 필요한 고에너지 분자인 아데노신 삼인산 (ATP)의 생산을 감소시킨다. ATP의 소비는 불충분한 생산에도 불구하고 계속되며, 이로 인해 ATP의 총 수준이 감소하고 젖산산증이 확립된다(뉴런의 이온 항상성이 상실됨). 따라서 허혈성 캐스케이드의 다운스트림 메커니즘이 시작된다. 이온 펌프는 더 이상 Ca 2+ 를 세포 밖으로 운반하지 않으며, 이는 글루타메이트의 방출을 유발하여 칼슘을 세포벽으로 허용한다. 결국 세포 사멸 경로가 시작되고 세포 사멸이 발생한다.
뇌의 여러 영역에 산소를 공급하는 여러 동맥이 있으며, 이들 중 어느 것이든 손상되거나 폐색되면 뇌졸중이 발생할 수 있다. 경동맥은 대부분의 대뇌를 덮다. 총경동맥은 내경동맥과 외경동맥으로 나뉜다. 내경동맥은 전대뇌동맥과 중중심동맥이 된다. ACA는 혈액을 전두정으로 전달한다. 기저 동맥 에서 두 개의 후대뇌 동맥이 있다. 기저부와 PCA의 가지는 후두엽, 뇌간 및 소뇌에 공급된다. 허혈은 뇌의 초점 영역으로의 혈류 손실이다. 이것은 영향을 받는 혈관 영역에서 허혈의 이질적인 영역을 생성하고, 더 나아가 혈류가 잔류 흐름으로 제한된다. 혈류량이 10mL/100g 조직/분 미만인 영역이 핵심 영역이다(여기서 세포는 뇌졸중 후 몇 분 이내에 죽다). 혈류량이 25ml/100g 조직/분 미만인 허혈성 반감기는 더 많은 시간(시간) 동안 사용할 수 있다.

### 뇌졸중의 종류
뇌졸중에는 허혈성 및 출혈성의 두 가지 주요 분류가 있다. 허혈성 뇌졸중은 뇌 영역으로의 혈액 공급 감소를 포함하는 반면, 출혈성 뇌졸중은 뇌 내부 또는 뇌 주위에 출혈이 있다.

#### 허혈
- 가장 흔한 허혈성 뇌졸중 은 뇌의 혈관이 막혀서 발생하며, 일반적으로 근위 동맥 공급원 또는 심장의 혈전증 또는 색전으로 인해 발생하며, 이로 인해 뇌에 산소가 부족 한다.[41] 신경학적 징후와 증상은 24시간 이상 지속되어야 하며 그렇지 않으면 주로 영상 기술 을 통해 뇌경색 이 나타난다.[42]
- 일과성 허혈 발작 (TIA)은 미니 뇌졸중 이라고도 한다. 뇌의 한 부위로의 혈류가 막히지만 혈류가 빠르게 회복되어 뇌 조직이 완전히 회복되는 상태이다. 증상은 일시적이며 후유증이나 장기적인 결핍을 남기지 않다.[43] 이 개체를 진단 하려면 뇌 영상에서 뇌경색의 증거 없이 모든 신경학적 징후와 증상이 24시간 이내에 해결되어야 한다.[44]

#### 출혈성
- 지주막하출혈은 손상된 혈관에서 뇌 주변의 지주막하 공간에 있는 뇌척수액으로 혈액이 누출될 때 발생한다.[1] 지주막하출혈의 가장 흔한 원인은 약해진 혈관벽과 증가된 벽 스트레스로 인한 동맥류 파열이다.[45] 신경학적 증상은 혈액량이 신경 구조에 미치는 영향, 혈액이 뇌 조직에 미치는 독성 영향, 또는 두개내압 의 증가에 의해 발생한다.[46]
- 뇌내출혈은 뇌 주변이 아닌 뇌로 직접 출혈하는 것이다.[40] 원인 및 위험 요인에는 고혈압, 혈액 희석제, 외상 및 동정맥 기형이 있다.[47]

뇌경색

## 진단
뇌혈관 질환의 진단은 다음을 포함할 수 있다.
- 병력
- 신체검사
- 뇌졸중

## 치료
뇌혈관 질환의 치료에는 원인에 따라 약물 치료, 생활 습관 변화 및 수술 이 포함될 수 있다.
약물의 예는 다음과 같다.
- 항혈소판제 ( 아스피린, 클로피도그렐 )
- 혈액 희석제 ( 헤파린, 와파린 )
- 항고혈압제 :
  - ACE 억제제
  - 베타 차단제
  - 칼슘 채널 차단제 - 특히 니모디핀 은 지주막하 출혈(SAH) 환자에서 허혈성 결핍의 발생률과 중증도를 감소시킨다[49]
- 당뇨병 치료제 .

수술 절차에는 다음이 포함된다.
- 혈관내 수술 및 혈관 수술 (미래의 뇌졸중 예방을 위해).

## 예지
예후 인자: 낮은 Glasgow Coma Scale 점수, 높은 맥박수, 높은 호흡수 및 낮은 동맥 산소 포화도는 급성 허혈성 뇌졸중에서 병원 내 사망률의 예후 특징이다.

## 역학

10만 명당 뇌혈관질환 장애보정수명 2004년 주민

전 세계적으로 뇌졸중 생존자는 3,100만 명으로 추산되지만 약 600만 명이 뇌혈관 질환으로 사망했다(세계에서 두 번째로 흔한 사망 원인 및 6번째로 가장 흔한 장애 원인).